# 伊奈町立図書館
伊奈町立図書館（いなちょうりつとしょかん）は、埼玉県北足立郡伊奈町が設置する公共図書館である。

## 歴史
伊奈町立図書館は伊奈町が設置する公立図書館である。同町に在住・在勤・在学する者の他、蓮田市・さいたま市・上尾市・桶川市の在住者も広域利用により利用することができる。
伊奈町立図書館では移動図書館「ブックシャトル」を運営しており、「Aコース」「Bコース」「Cコース」「Dコース」の4コース体制で運行している。
2009年（平成21年）4月から指定管理者制度を導入している。

## 施設・交通
アクセス
- 志久駅より北東へ（氷川神社の北東方面へ）徒歩にて約15分。（道程約900m）[4]

休館日
- 毎週月曜日 - この他、例外あり。[5]

開館時間
- 9時00分～19時00分